# Plaquemine
Plaquemine é uma cidade localizada no estado americano de Luisiana, na Paróquia de Iberville.

## Demografia
Segundo o censo americano de 2000, a sua população era de 7064 habitantes.
Em 2006, foi estimada uma população de 6691, um decréscimo de 373 (-5.3%).

## Geografia
De acordo com o United States Census Bureau tem uma área de 7,5 km², dos quais 7,4 km² cobertos por terra e 0,1 km² cobertos por água. Plaquemine localiza-se a aproximadamente 7 m acima do nível do mar.

## Localidades na vizinhança
O diagrama seguinte representa as localidades num raio de 16 km ao redor de Plaquemine.